# Anke Schäfer (Verlegerin)
Anke Schäfer (* 9. August 1938 in Berlin-Wilmersdorf ; † 19. Dezember 2013 in Katzenelnbogen) war eine deutsche Verlegerin, Buchhändlerin, Herausgeberin und bekannte feministisch-lesbische Aktivistin. Sie gilt vielen als „eine der wichtigsten Frauen der neuen Frauenbewegung“ oder auch „Galionsfigur der Frauenbuchszene“ und „große alte Dame der Frauenbewegung“. Im Jahr 2000 erhielt sie das Bundesverdienstkreuz für ihr frauen- und lesbenpolitisches Engagement.

## Leben
Anke Schäfer wuchs als vierte von fünf Töchtern in Berlin auf und absolvierte 1956 eine Ausbildung zur Verlagsbuchhändlerin. Im Alter von 21 Jahren ging sie nach Westdeutschland und war zunächst in Gütersloh bei einer Werbeagentur des Bertelsmann-Verlages tätig, später – da ihr als Frau dort keine Perspektive in „Männerberufen“ wie etwa im Lektorat angeboten wurde – in anderen Verlagen im Vertrieb, in der Werbung, Redaktion und Anzeigenleitung.
In den 1960er Jahren heiratete sie und brachte eine Tochter zur Welt. Nachdem sie auf der Frankfurter Buchmesse 1974 in Kontakt mit der Frauenbewegung gekommen war, trennte sie sich von ihrem Mann und hatte bald darauf ihr lesbisches Coming-out. 1976 gründete sie in Wiesbaden den Frauenbuchladen „Sappho“, der sie wirtschaftlich zwar nicht absicherte, jedoch zu einem Treffpunkt nicht nur für lesbische Frauen wurde. Schäfer engagierte sich für misshandelte Frauen, nahm an einer Hausbesetzung zugunsten eines Frauenhauses teil und organisierte Demonstrationen mit.
Neben der Buchhandlung gründete sie in den 1978 (zum Teil im Kollektiv) einen Frauenbuchversand und einen Frauenliteraturvertrieb, der bis 1994 existierte. Seit 1990 betrieb sie den Feministischen Buchverlag , in dem sie lesbische Literatur von Anfang des 20. Jahrhunderts publizierte. Hinzu kam 1984 bis in die späten 1990er die Herausgabe des Lesbenkalenders, der in den besten Zeiten eine Auflage von 6000 Exemplaren hatte. Verlag und Buchversand existierten bis 2001.
Als Reaktion auf das wachsende Angebot an Frauenliteratur gründete sie gemeinsam mit Hinrike Gronewold 1986 Virginia, eine Zeitschrift für Frauenbuchkritik, die bis in die Gegenwart erscheint und regelmäßig einen Überblick über feministische Neuerscheinungen gibt. Ebenfalls 1986 gründete sie schließlich den Verein zur Förderung und Verbreitung von Frauenliteratur.
Auch außerhalb von verlegerischen und buchhändlerischen Aktivitäten engagierte sich Anke Schäfer frauenpolitisch. Sie war zwar auch auf der Gründungsversammlung der Grünen anwesend, gründete später jedoch die Feministische Partei Die Frauen mit. Auf dem Lesben-Pfingst-Treffen 1983 (heute Lesben-Frühlings-Treffen) in Osnabrück ging von ihr die Initiative zur Gründung von Safia aus, einem deutschlandweiten Netzwerk für ältere Lesben, aus dem im Laufe der Jahre diverse Wohnprojekte, die Sappho Frauenwohnstiftung sowie der erste Friedhof für Lesben in Europa hervorgingen. Hier fand sie auch für sich selbst die passenden Wohnprojekte für ihr Leben im Alter. 2007 drehte die Filmemacherin Uli Bez den 70-minütigen Dokumentarfilm VON HEUTE AN. Anke Schäfer, die Frauenbewegung und die Lesben.
Im Dezember 2013 starb Anke Schäfer in einem Pflegeheim in Katzenelnbogen, wo sie zuletzt wegen einer Demenzerkrankung gelebt hatte. Sie wurde auf dem Friedhof in Charlottenberg beigesetzt, dem Ort eines ihrer Safia-Wohnprojekte. Die Trauerfeier wurde von einem lesbischen Beerdigungsunternehmen durchgeführt – eine Geschäftsidee, die sie bereits 1998 in einem Interview erwähnte, um Arbeitsplätze für Frauen zu schaffen. Ihr Nachlass wurde vom Lesbenarchiv Spinnboden übernommen.

## Auszeichnungen
1998 Bücherfrau des Jahres
2000 Bundesverdienstkreuz